# Lasse Bengtsson
Lars Olov "Lasse" Bengtsson, född 22 december 1951 i Sollentuna, är en svensk journalist och programledare som varit verksam hos Sveriges Radio, TV4 och Viasat.

## Biografi
Första journalistuppdraget hade Bengtsson i närradioförsöket i Malmfälten 1972 efter gruvstrejken. Därefter arbetade han på Sveriges Radio, bland annat som Dagens Ekos utrikeskorrespondent i New York i fyra år samt innan dess som nyhetspresentatör, reporter och radioproducent på samma program.
Hösten 1991 började han på TV4. Ett av hans första uppdrag för TV4 var att åka till Bosnien under kriget och följa flyktingströmmarna där. Bengtsson var också den som fick Mattias Flinks första offentliga intervju i mars 2009, 15 år efter massmordet. Senare blev han programledare för Nyheternas 18:30-sändning. Hösten 1998 efterträdde han Bengt Magnusson som permanent programledare för Nyhetsmorgon, ett uppdrag som han lämnade sommaren 1999 av personliga skäl (Staffan Dopping blev ny programledare för Nyhetsmorgon).
Den 13 januari 2001 var han med och grundade Nyhetsmorgon lördag som han ledde fram till juli 2010. Han blev 2009 programledare för programmet Misstänkt som hade premiär den 2 april 2009. Programmet var en del av företagets satsning på kriminaljournalistik.
Bengtsson lämnade TV4 den 1 september 2010 och började arbeta som informationssamordnare för Svenska Afghanistankommittén i Kabul. Under hösten 2014 var han åter på Sveriges Radio där han ledde programmet P4 Extra växelvis med Lotta Bromé under ett halvår.
Bengtsson ingick under OS i Rio de Janerio 2016 som reporter i Viasats team på plats i Brasilien.
2020 värvades Bengtsson av DN, där han tillsammans med Sanna Torén Björling leder en daglig podcastradio om aktuella nyheter.